# Fernand Bouisson
Fernand Bouisson (16 de junio de 1874, Constantina - 28 de diciembre de 1959, Antibes) fue un político francés de la Tercera república, que sirvió como presidente de la Asamblea Nacional de Francia desde 1927 hasta 1936 y durante un corto tiempo como primer ministro en 1935.

## Ministerio de Bouisson, 1 de junio - 7 de junio de 1935
- Fernand Bouisson - Presidente del concejo y ministro de interior.
- Georges Pernot - Vicepresidente del consejo y ministro de justicia.
- Pierre Laval - Ministro de asuntos exteriores.
- Louis Maurin - Ministro de guerra.
- Joseph Caillaux - Ministro de finanzas.
- Ludovic-Oscar Frossard - Ministro de trabajo
- François Piétri - Ministro Naval.
- Victor Denain - Ministro del aire.
- Mario Roustan - Ministro de la educación nacional.
- Camille Perfetti - Ministro de pensiones.
- Paul Jacquier - Ministro de agricultura.
- Louis Rollin - Ministro de colonias.
- Joseph Paganon - Ministro de trabajos públicos.
- Louis Lafont - Ministro de salud y educación física.
- Georges Mandel - Ministro de correo, telégrafos y teléfonos.
- Laurent Eynac - Ministro de comercio e industria.
- Édouard Herriot - Ministro de estado.
- Louis Marin - Ministro de estado.
- Philippe Pétain - Ministro de estado.

| Predecesor: Pierre-Étienne Flandin | Primer ministro de Francia 1935 | Sucesor: Pierre Laval |

- Datos: Q459510
- Multimedia: Fernand Bouisson / Q459510